# Polycirrus coccineus
Polycirrus coccineus är en ringmaskart som först beskrevs av Grube 1870.  Polycirrus coccineus ingår i släktet Polycirrus och familjen Terebellidae. Inga underarter finns listade i Catalogue of Life.